# Stemma dell'Estonia
Lo stemma dell'Estonia è costituito da uno scudo dorato in cui sono collocati tre leopardi azzurri (o leoni illeoparditi), con due rami di quercia, anch'essi dorati, intorno allo scudo. Nella sua versione semplificata, può essere riportato anche senza i rami di quercia ai lati.
Lo stemma riprende lo stemma della Danimarca, nazione che nel XIII secolo comprendeva infatti anche parte dell'attuale Estonia settentrionale. Questo stemma con i leopardi azzurri è stato ufficialmente adottato dalla Repubblica di Estonia come simbolo di stato il 19 giugno 1925.
A seguito dell'invasione da parte dell'Unione Sovietica nel 1940, lo stemma fu vietato e sostituito da un altro, conseguentemente alla trasformazione della nazione estone in Repubblica Socialista Sovietica di Estonia. Nonostante questo, il simbolo estone fu utilizzato dal governo in esilio dell'Estonia. Con la fine dell'occupazione sovietica, l'antico stemma poté essere riadottato ufficialmente il 7 agosto 1990 ed è stato regolamentato dalla legislazione nazionale dal 6 aprile 1993.